# Хронология Волынской резни
Волы́нская резня́ (пол. Rzeź wołyńska, в украинской историографии Волынская трагедия, укр. Волинська трагедія, пол. Tragedia Wołynia) — массовое уничтожение Украинской повстанческой армией—ОУН этнического польского гражданского населения и, в меньших масштабах, гражданских лиц других национальностей проживающих на территории Западной Украины, на территории Волыни (Ровенская, Волынская и северная часть Тернопольской области) (до сентября 1939 года находившейся под управлением Польши), начатое в марте 1943 года и достигшее пика в июле того же года. Ответные действия польской стороны, начатые с конца лета 1943 года, привели к значительным жертвам среди украинского гражданского населения.
Со второй половины 1943 года украинские националисты приступили к уничтожению польского населения уже на территории Восточной Галиции (ныне Львовская, Ивано-Франковская и Тернопольская области). Первые атаки массовые убийства поляков в этом регионе состоялись ещё в октябре 1943 года, а их усиление произошло в феврале 1944. К лету 1944 года антипольские действия охватили всю территорию Восточной Галиции и достигли даже Закерзонья.
Является наиболее кровавым эпизодом польско-украинского конфликта в середине XX века, который многими историками (в первую очередь — польскими) выделяется из общей картины польско-украинского вооружённого конфликта. Довольно часто польские историки трактуют данные события исключительно как антипольскую акцию УПА, а украинские акцентируют внимание на мотивах, приведших к проведению УПА этой акции, а также уделяют значительное внимание ответным действиям Армии Крайовой против гражданского украинского населения, в том числе на территории Польши.
Польский Сейм квалифицирует Волынскую резню как геноцид польского населения.

## Действия УПА

### 1943
- 9 февраля — украинские националисты совершили первое массовое убийство мирных поляков — в селе Паросля I Сарненского района Ровенской области. По утверждению польского исследователя Гжегожа Мотыки населения колонии Паросля было уничтожено сотней УПА под командованием «Долбёжки-Коробки» (Григория Перегиняка)[5]. По версии Владислава и Евы Семашко уничтожение Паросли было осуществлено отрядами бульбовцев[6].
- 12 марта — резня в селе Белка. Убито 16 поляков[7].
- 20 марта — 71 поляков стали целью нападения в Деражном[8].
- 22 марта — уповцы атаковали школу в Млыновцах (Кременецкий район), где находился немецкий гарнизон из нескольких человек. Здание сгорело вместе с немцами и тремя ночевавшими там поляками[9].
- 26-27 марта — отряды УПА, подчиненные «Дубовому», усиленные крестьянами, вооруженными холодным оружием, и специальные группы «поджигателей» приступили к штурму села Липники. Плохо вооруженная самооборона (несколько винтовок и один ручной пулемет) была не в состоянии остановить нападавших. Группа поляков спряталась в дренажной канаве, однако там были окружены и перебиты. В общей сложности погибли 179 поляков, 4 еврея и россиянин. Из ловушки вырвались около пятисот человек, среди уцелевших был полуторагодовалый Мирослав Гермашевский, будущий польский космонавт[10].
- 29 марта — уповцы напали на село Пендики. Населённый пункт сначала обстреляли зажигательными пулями, а затем атаковали, убивая тех, кто не успел скрыться. Погибли около 150 поляков.
- 6 апреля — в Гранях уповцы убили как минимум 38 поляков. В отместку вскоре после 15 мая немцы сожгли село с группой польских шуцманов[11].
- 10 апреля — УПА напала на Степань (переодевшись в советских партизан). Почтовое отделение и городская администрация были разрушены. Погибли немецкий жандарм и несколько поляков[12].
- 13 апреля — дезертирство вспомогательной полиции из украинцев и казаков в Ратно. Дезертиры убили немцев, а заодно расправились с несколькими польскими семьями, которые, вероятно, находились в чёрном списке ОУН[13].
- 17 апреля — нападение УПА на Локачи. В то время в городке не было ни начальника полиции, ни немецких жандармов, они отправились в предместье расследовать совершённое там нападение. В ходе трех часов бойни уповцы разгромили районную управу, захватили аптеку, два автомобиля и убили 14 поляков[14][15].

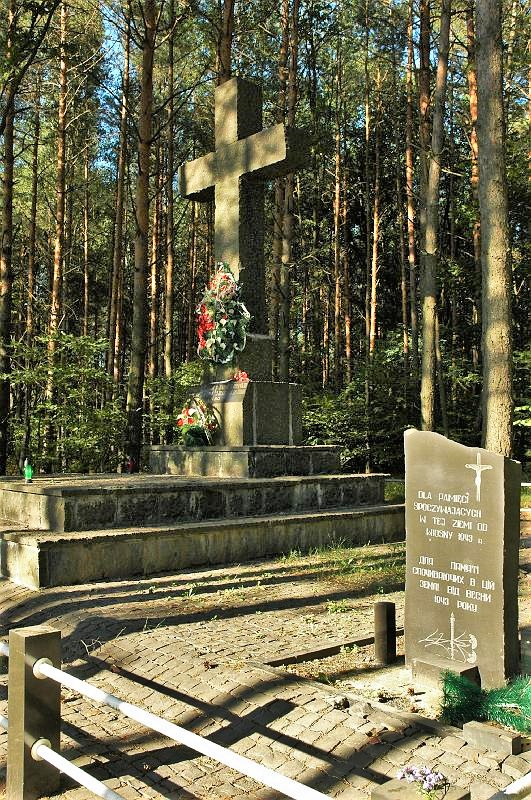
Памятник польскому населению, уничтоженному боевиками УПА в Яновой Долине

- 22-23 апреля — самая кровавая антипольская акция УПА — нападение на посёлок Яновая Долина (Костопольский район, Ровенская область). В посёлке квартировал немецкий гарнизон численностью до роты, однако он не покинул своей базы на момент атаки и открывал огонь по уповцам, только тогда, когда те слишком близко приближались к их месту дислокации. Тогда погибло от 500 до 600 человек ─ как нацистов, так и мирных жителей[16][17]. Уцелевшие жители Яновой Долины впоследствии были вывезены немцами в Костополь. На месте осталась только обслуга электростанции и водопровода, и железнодорожники. Около дюжины вооружённых поляков отправились за пределы поселка в жажде мести, они убили по меньшей мере пять украинцев (включая девятилетнюю девочку). Также был убит русский, принятый за украинца[18]. Позже цель атаки была объяснена желанием украинских повстанцев получить взрывчатку. Некоторые украинские историки утверждают, что немцы и польские полицаи грабили и издевались на местным украинским населением, тем самым заставив УПА напасть[19].
- 2-3 мая — объединенные подразделения Ивана Климишина-«Крука» и мельниковца Николая Недзведского-«Хрена» атаковали Куты (Шумский район). Сельская самооборона защищалась в каменных зданиях в центре. Украинские партизаны ворвались в дома, расположенные по линии обороны, убивая жителей, грабя и поджигая усадьбы. В то же время продолжался интенсивный обстрел центра села. Около 3.30 утра нападавшие отступили. Погибли, по меньшей мере, пятьдесят три поляка. Сразу после нападения немцы эвакуировали это поселение, оставив в нем только украинцев[20].
- 12 мая;
  - «первая сотня» УПА под командованием Никона Семенюка-«Яремы» атаковала село Углы (Сарненский район). Поселение сначала обстреляли зажигательными пулями, а затем штурмовали. Быстро преодолев сопротивление слабой самообороны, уповцы принялись убивать встречных людей. Поляки бросились бежать. Из около 320 жителей села погибли более ста человек[21].
  - УПА напала на колонию Стаховка (Владимирецкий район, Ровенская область), где была база самообороны. У поляков было огнестрельное оружие (в основном карабины), которые они получили от немцев, и, несмотря на превосходящую силу противника, они отбили атаку. С польской стороны потери составили 32 человека, а у противника — вероятно, несколько десятков[22].
- 15 мая;
  - уповцы повторили атаку на Стаховку, но меньшими силами. Погибли несколько человек, которые следили за скотом, в том числе пятеро детей. На помощь защитникам пришли самооборона из Паросли II и немцы, схватившие троих украинских партизан (позже их повесили во Владимирце). В последующие дни националисты убили несколько жителей села во время полевых работ[23].
  - ещё одно нападение УПА на Яновую Долину. Объектами для атаки были электростанция, трансформаторная и насосная станции и многие другие здания, которые сожгли или взорвали повстанцы. Однако в тот день никто не погиб. Сразу после этого нападения всех остальных гражданских лиц вывезли, а в поселок доставили польских полицейских из 202-го батальона, которые воевали против УПА в районе[24].
- 21 мая — польские жители села Стрелки (4 км. от Клеваня) под охранной немецкого конвоя, ядро которого составляли польские полицейские из 202-батальона шуцманшафта выехали из села. Между Радухувкой и Старожуковым в Ровенском районе конвой был атакован отрядом УПА. Польские полицейские были прижаты к земле огнем одновременно с трех сторон. В этот момент, в районе завязавшего боя пролетал немецкий самолёт. Он спикировал к месту боя, сбросил несколько малокалиберных бомб и открыл огонь из бортового оружия, обстреляв как украинских националистов, так и польских полицейских. Это заставило УПА отступить. Согласно воспоминаниям бывшего шуцполицая 202-го батальона, полицейские потеряли пятерых убитыми и двух ранеными, не считая убитых мирных жителей[25].
- 27 мая — в результате осуществлённой на рассвете атаки УПА погибли 126 польских крестьян в селе Яцковичи. В ответ рота 202-го батальона Schutzmannschaft, которая располагалась в Быстричах, с помощью гранатовой полиции убивает жителей украинского села Вилия[26].
- 2 июня — украинские националисты атаковали деревню Гурбы. Пользуясь штыками и топорами, украинцы убили около 250 поляков. В последующие дни продолжалась охота на отдельных заблудших лиц. В обращении к украинцам, обнародованном позже, главнокомандующий УПА «Клим Савур» признал, что УПА «пустила с дымом» польскую колонию Гурбы, как возмездие за пацификации польской полицией села Дермань-Залужье и наказанием за укрывательство советских партизан[27].
- 13 июня;
  - сотня из куреня «Крука» снова напала на Стаховку. Атаку уповцев поддерживал огонь из двух ручных пулеметов. Село охватило пламя. К счастью для защитников, с соседней колонии Порада прибыло подкрепление. Поляки ликвидировали пулеметные гнезда и заставили УПА отступить. Утром прибыли немцы и расстреляли пятерых захваченных самообороной пленных националистов. Однако во время схватки колония сгорела дотла, а двадцать два человека погибли. Содержание самообороны в этой местности утратило смысл, потому колонию эвакуировали. Во время описанного нападения уповцы понесли исключительно тяжелые потери — семнадцать из них погибли, а пятеро были ранены[28].
  - в результате блокады, введенной украинскими партизанами, был эвакуирован посёлок Колки. Немцы организовали эвакуационные транспортные средства, которыми оттуда выехало большинство поляков. После эвакуации немецкого гарнизона Колки сразу же занял курень УПА под командованием «Рубашенко» (Степана Коваля). Приход повстанцев в посёлок сопровождался расправой над польским населением. Уповцы согнали оставшихся в Колках поляков в католическую церковь и подожгли ее. Погибли около 40 человек. Колки вскоре получили статус столицы небольшой повстанческой республики, возникшей вокруг того посёлка[29].
- 22 июня — первая попытка УПА захватить Панскую Долину (бывшая колония в Дубненском районе) но польской самообороне удалось отбить удар. Защитники села не понесли потерь, но большая часть построек с соломенными крышами сгорела. После этой атаки Гебиткомиссар из Дубно выдал полякам 6 карабинов[30].
- 29 июня — уповцы атаковали каменную школу в Андреевке (не существующая ныне польская колония в Луцком районе), где располагался гарнизон из трёх немцев и польского шуцманшафта. Также там ночевало гражданское население. Уповцы обстреляли дом из малокалиберной пушки, повредив его уголок. Однако после четырехчасового боя немцы и полицаи отбили атаку. Погибли десять оставшихся у себя дома поляков. В отместку немцы вместе с польскими шуцманами пацифицировали село Красный Сад — там погибли до сотни украинцев[31][32].
- Июнь — нападение УПА (вероятно отряда «Коры» (Макара Мельника) на Березно. В городе размещалась 2-я рота польского 202-го полицейского батальона, которая отбила атаку. Однако несколько поляков погибли, а часть города была сожжена. Был также убит бургомистр Березно[33].
- 5 июля — первое нападение УПА на Пшебраже, где располагалась база самообороны. Село обстреляли минометным огнем. Столкновения продолжались до полудня. Погибли десять поляков, на украинской стороне погиб один боец УПА и ещё один был тяжело ранен[34].
- 11-12 июля — кровавое воскресенье на Волыни.
  - Одно из первых массовых убийств было в Доминополе. Партизаны (предположительно отряд "Сич" под командованием Порфирия Антонюка) убили около 220 поляков. Село примечательно тем, что в нём с марта 1943 дислоцировался польский партизанский отряд, который поддерживал контакты с УПА. За день до трагедии, это подразделение ликвидировали, скорее всего, вооруженные отряды Службы Безопасности ОУН[35].
  - На колонию Гуров напали в ночь с 10 на 11 июля около 2.30. Жителей перебили в отдельных домах холодным и огнестрельным оружием. Там убили около двухсот поляков[36].
  - В 5 часов утра трагедия разыгралась в селе Замличи — здесь были убиты сто восемнадцать человек[37].
  - По Порицку подразделения УПА ударили, когда поляки собрались в местной латинской церкви на праздничное богослужение, которое начиналось в 11 часов. Нападавшие стреляли и бросали гранаты в окна и двери церкви. В то время, когда шла резня в латинской церкви, другие группы партизан убивали поляков, которые оставались дома. В селе погибло 222 поляка[38].
  - Уповцы напали на поляков, собравшихся в латинской церкви, также в Хрынове. Храм окружили, не выпускал тех, кто выходили с богослужения в 9 часов. Зато позволяли войти всем, кто шел на богослужение в 11 часов. Когда наступила это время, по толпе открыли огонь из пулеметов. Когда расстрелянные поляки попадали на землю, уповцы отступили, благодаря чему некоторые из лежащих спаслись. В то же время патрули УПА убивали поляков в домах. Погибли около ста пятидесяти человек[39].
  - В Заблотти тоже напали на поляков в латинской церкви. Там убили семьдесят шесть человек.
  - Около 22 часов уповцы отступили из Кисилина, результат их операции — убиты почти девяносто поляков[40].
  - В ночь с 11 на 12 июля уповцы убили около 30 поляков в селе Новый Загоров[41].
  - В Здолбуновском районе трагическая судьба постигла Гуту Майданскую. Весной 1943 года жители этого села заявили о своей лояльности к украинскому подполью и в обмен на гарантии безопасности поставляли УПА продукты (яйца, молоко, зерно, мясо). Тем не менее, 12 июля украинские подразделения уничтожили большинство жителей. Погибли 184 человека. Спаслись одиннадцать поляков[42].
- 16-17 июля — первая атака УПА на базы самообороны в Гуте Степанской и Вырке (Костопольский район). Для ликвидации этих двух польских баз самообороны командир ВО-1-«Заграва» Иван Литвинчук выделил десять подразделений УПА и СКВ, из которых были созданы две мощные боевые группы. В состав группировки также входила «первая сотня» УПА во главе с «Яремой». Первая боевая группа УПА уничтожила поочередно сёла Переспы, Ужаны, Сошники, Гали, Тур и другие населенные пункты. Польские дома жгли, а схваченных жителей убивали. В 3.25 утра уповцы атаковали Вырку трех сторон. Поляки пытались защищаться в латинской церкви и расположенных вокруг каменных домов, но после двухчасового боя вынуждены были отступить к Гуте Степанской. Остальные окружающие польские поселения были уничтожены на следующий день. Между тем вторая группа УПА уничтожила Борок, Ляды и Курорты, а затем начала непосредственную атаку на Гуту Степанскую. По оценкам, около 50-100 человек из числа защитников и гражданского населения погибли во время атаки[43][44].
- 17 июля — боёвка ОУН убила начальника почты в Торском[45].
- 18 июля — нападение УПА на Владимир-Волынский. По сообщениям советских партизан украинские националисты убили до 2000 поляков на улицах города. Немецкая администрация расправе не мешала, а после погрома агитировала поляков вступать в вспомогательную полицию для борьбы с бандеровцами[46]. Однако по версии Владислава и Евы Семашко, в ходе нескольких нападений УПА в 1943-44 гг.. в городе было убито 111 поляков[47].
- 18-19 июля — УПА снова атаковала Гуту Степанскую. Одной из штурмовых групп удалось ворваться в село, поджечь несколько домов и убить около сотни поляков. После целодневного боя польское командование решило эвакуировать Гуту. Поляки создали многокилометровую колонну обозов, которую прикрывала самооборона. Воспользовавшись туманом, большинство жителей Гуты отступили в направлении Антоновки. Однако, часть людей охватила паника, они оторвались от основной группы и стали жертвой бандеровцев. 19 июля утром уповцы вошли в Гуту Степанскую и сожгли все дома (каменные взорвали). С украинской точки зрения, операция закончилась успешно. Собственные потери УПА составили 18 убитых и 17 раненых, но зато был ликвидирован сильный очаг самообороны, убиты (по украинским данным) более 500 поляков. В бою также погибли несколько немцев из патруля, который вышел на след УПА[48].
- 30 июля — отряды УПА, подчинённые Ивану Литвинчуку-«Дубововому» совершили концентрированный удар по польским поселениям, расположенным вблизи железнодорожных путей в Сарненском районе, ранее считавшихся сравнительно безопасными из-за близости немецких гарнизонов. Они ударили в частности, по Копачевке, Крушеву, Паросли II, Переспе, Теребуне, Ковбане, Красной Горке и т.д. Поляки бежали в направлении железнодорожной станции в Антоновке, где находился немецкий гарнизон. Группа беглецов неподалеку от станции попала в засаду — погибли 28 человек. Однако не везде УПА добилась полного успеха. В Выдимире самооборона всю ночь отражала атаки. Нападавшие отступили около полудня, потеряв десятерых убитых. Подобное произошло в Хоромцах и Пораде. В последней местности уповцы отступили на рассвете из-за вмешательства немцев. Всего в тот день УПА убила около сотни поляков[49].
- 2 августа — средь бела дня в Беремянах над Днестром погиб лесничий из села Дулибы Казимир Плешинович[50].
- 4 августа — был убит во время служебной поездки в Чернелицу инструктор табачной фабрики в Ягельнице[45].
- 5 августа — уповцы совершили следующую попытку получить Панскую Долину: её окружил курень УПА "Макса" (Максима Скорупского), поддержанный тремя пушками калибра 75 мм. К счастью для защитников, выстрелив несколько раз, украинские пушки замолчали: возможно из-за плохого технического состояния. Без поддержки артиллерии УПА была не в состоянии прорвать польскую оборону. После 4 часов боев на рассвете УПА отступила, потеряв несколько человек убитыми и ранеными. С польской стороны были ранены один член самообороны и несколько женщин и детей[51].
- 8 августа — нападение куреня УПА «Бористеня» на Владимирец. Участник нападения Василий Левкович-«Вороной» в своих воспоминаниях писал, что партизаны атаковали в посёлке немецкий гарнизон, вынудив его отступить[52], однако этот гарнизон насчитывал всего лишь шесть солдат. 30 украинских полицаев, которые дислоцировались в городке, сразу же, как началась атака, перешли на сторону повстанцев. Поляки успели занять оборону в церкви святого Юзефа. Уповцы, не сумев взять штурмом главный вход, взорвали заднюю стену церкви, убив при том двух полек. К счастью для поляков, в тот момент во Владимирец прибыла немецкая подмога, что заставило УПА отказаться от дальнейшего штурма и отступить. Сразу же после нападения немцы эвакуировали из городка своих солдат и польское население[53][54].
- 19-20 августа — нападение УПА на Камень-Каширский. Атаку осуществили отряды под командованием Юрия Стельмащука-«Рыжего»: курень «Крыгы» и сотни Ивана Клымчака-«Лысого» и «Кубика» (до 800 человек) при поддержке тяжелых минометов и орудия калибра 76 мм[55]. В результате атаки на улицах города погибло 120 поляков[56].
- 24-25 августа — нападение УПА на Мизоч. Его осуществили два куреня УПА (Дубенский и Кременецкий) под командованием Петра Олейника-"Энэя" и Максима Скорупского-"Макса" (около 1000 человек). В Мизоче был расквартированный немецко-венгерский гарнизон (2 роты численностью), а также польский отдел шуцполиции[57]. Боевые действия с оккупантами сочетались с резнёй мирных поляков и сожжением большинства зданий городка[58]. В результате атаки погибли от 80 до 100 поляков. В их число входят и несколько полицаев находившихся на службе у нацистов. В последующие дни после этого нападения большинство других поляков, опасаясь за собственные жизни, оставили городок и под конвоем немцев выехали сначала в Здолбунов, а затем дальше на запад[58]. По словам Владислава и Евы Семашко, в городке также была дислоцирована подпольная ячейка Армии Крайовой, однако она не сыграла никакой роли в защите поляков. Некоторых поляков укрыли чехи, их повстанцы не трогали[59].
- 29-30 августа — отряды УПА, подчинённые Юрию Стельмащуку-«Рыжему» совершили ещё одно массовое побоище в польских поселениях, расположенных в западных районах Волынской области. Согласно показаниям самого Стельмащука на допросе в НКВД, всего на территории Голобского, Ковельского, Седлецанского, Мациевского и Любомильского районов тогда было убито свыше 15 тыс. поляков[60].
  - так например уповцы из куреня «Лысого» оцепили село Куты. Были убиты, по разным источникам, от 180 до 213 человек. Затем бандеровцы напали на село Янковцы, где погибли 86–87 поляков[61].
  - после убийства поляков в обоих поселениях курень «Лысого» еще в тот же день прибыл в Островки. Окружив село, группы партизан, идя от дома к дому, забирали польские семьи в школу и на школьную площадку. Позже часть из них, преимущественно женщин и детей, направили в латинскую церковь. Партизаны вели себя спокойно, убеждая людей, что им ничего не угрожает. На месте убивали только тех, кто сопротивлялся. Чтобы успокоить собранных на школьной площадке, одной из раненых полек даже сделали перевязку. Собрав всех поляков, уповцы, прежде всего, потребовали отдать драгоценности и часы, а затем стали поочередно выводить мужчин. Их убивали в трех разных местах, нанося топором или палкой ударов в затылок. Убитых складывали в специально вырытых для этого ямах. Эксгумация, предпринятая в 1993 году благодаря подтвердила, что большинство жертв погибли от ударов тупым орудием. Около полудня в окрестностях появились немецкие солдаты, что заставило националистов согнать остальных живых поляков вблизи кладбища. Там их продолжали убивать десятками. Всего в Островках погибли от 476 до 520 человек[62].
  - другое подразделение УПА 30 августа в 8 часов утра вошло в Волю Островецкую. Партизаны вели себя очень спокойно, стараясь усыпить внимание поляков, скажем, детей угощали конфетами. Жителей собрали на школьной площадке, где около 10 часов перед ними была произнесена речь с призывом к совместной борьбе против немцев. Следовательно, всех замкнули в школе, откуда, в свою очередь, группами от пяти до десяти человек начали выводить мужчин, направляя их в сарай, где убивали топорами, молотами и другими тупыми орудиями. В полдень школу обложили соломой, облили бензином и подожгли, бросив внутрь несколько гранат. В доме тогда находилось 150–200 женщин и детей. В общей сложности были убиты от 572 до 620 человек[63].
- Август — отряды УПА атаковали также Клевань. В посёлке дислоцировалась одна из рот 202-го батальона шуцманшафта. Кроме него, нацисты в Клевани сформировали из поляков местный отдел полиции (нем. Eizeldienst) и местную польскую самооборону[64]. Изначально националисты одерживали верх, но на помощь гарнизону вскоре пришли венгры, что не позволило солдатам УПА разгромить противника и захватить Клевань. Погибло не установленное количество мирных поляков, а несколько польских домов были сожжены[65].
- 30-31 августа — УПА снова атаковала Пшебраже. Украинские повстанцы насчитывали около 6000 человек, в том числе и крестьян-волонтёров из окрестных сёл, вооруженных в основном топорами и косами. К счастью для защитников, им вовремя пришло на помощь подразделение АК под командованием Зигмунда Кульчицкого-«Ольгерда» и группа советских партизан Николая Прокопюка. Благодаря им уповцы потерпели поражение. Потери УПА в этом бою оцениваются примерно в 400 человек убитыми, 40 взятыми в плен, на них захвачено 17 крупнокалиберных пулеметов, 6 ручных пулемётов и 6 минометов[66].
- 7 сентября — УПА решила атаковать польскую самооборону в селе Засмыки (Турийский район). Для операции было выделено несколько куреней УПА группы ВО-«Туров» под командованием Алексея Шума-«Вовчака». В процессе атаки украинские подразделения натолкнулись на немцев, что привело к битве под Радовичами. И украинцы, и немцы понесли в ней тяжёлые потери. УПА вынуждена была отказаться от нападения и отступить[67].
- 16 сентября — в Лимне (Турковский район) совершено нападение на почту и детский дом, погибли три человека, в том числе почтальон[45].
- 8 октября — село Нетреба в Тернопольской области, расположенное на границе Генерал-Губернаторства с РКУ, около 19.30 атаковало подразделение УНС. Нападавшие рубили двери и окна, жгли дома, забирали имущество, прежде всего скот и лошадей. К счастью для поляков, им на помощь пришел пограничный пост (Grenzschutz) с Новик. Уповцы под обстрелом отступили. Тем не менее, погибли 17 поляков[68].
- 12 октября — оуновцами был убит священник Тадеуш Стронский из парафии в Старых Скоморохах и священник Антоний Вежбовский из прихода в селе Библи (Рогатинский уезд)[69].
- 25 октября — во время поездки из Залещиков в Тлустое от рук оуновцев погиб сборщик налогов Станислав Зелинский[69].
- 16 ноября — части УПА под командованием Ивана Литвинчука (Дубового) пошли на штурм Старой Гуты[пол.], (не существующее ныне село в Березновском районе) где находилась база самообороны и подразделение АК под руководством Владислава Коханского-«Бомбы». Тяжелые бои продолжались в течение всего дня. Расстановка сил изменилась с прибытием в село советских партизан под командованием Котлярева. Тогда УПА начала отступление. Это был один из самых больших польских успехов в противостоянии с УПА. Поляки потеряли всего несколько человек, зато на украинской стороне было 54 погибших и более 40 раненых[70].
- 18 ноября — повстанцы атаковали лесничество в Соколовке (Золочевский район), пятнадцать поляков-лесников оказали сопротивление. Произошло ожесточенное сражение, которое длилось, по одной из версий, до полуночи, а по другой — до утра. В столкновении погибли гаевой и один из служащих, но одновременно и несколько (возможно, до десяти) уповцев. Около полуночи было достигнуто перемирие. В обмен на освобождение двух заложников — женщины и ребенка (по другой версии заложников было пятеро) — повстанцам разрешили забрать убитых и раненых и отступить[71].
- 22 ноября — УПА напала на село Купичев. Оно было населено чехами и поддерживало польскую сторону в Волынской трагедии, выставив отряд ополченцев в поддержку дислоцированного в селе гарнизона АК. Уповцы имели «танк» (трактор, обшитый панцирем и оснащенный малокалиберной пушкой). К счастью для защитников, «танк» во время атаки сломался, а появление подразделения АК под командованием «Ястреба» (Владислава Черминского) окончательно заставило украинцев отступить[72].
- 22 декабря — курень УПА «Птаха» напал на Бортницу в Дубненском районе. Погибли 26 поляков (по другим данным, 8 поляков и 3 еврея). Польско-еврейская самооборона спасла людей от полного истребления. УПА потеряла одного бойца[73].
- 24 декабря;
  - уповцы напали на польские дома в пригороде Олыки. Они зарубили топорами сорок двух поляков, значительная часть которых, собственно, занимались приготовлениями к рождественскому столу[74].
  - уповцы штурмовали пригороды Луцка — Гнидавы, Барбаровщину, Красное, Бульку и Ровенскую улицу. Были убиты более ста поляков[75].
  - на Рождество в селе Кругов (Золочевский район) бойцы УНС, выдавая себя за колядников, ворвались в село и убили 15 поляков и двух украинцев, приглашенных на Сочельник. Первой жертвой стал командир местной самообороны[76].
- 26-27 декабря — курень УПА под командованием «Ясеня» напал на колонию Витольдиевка вблизи Оженина. Несмотря на то, что местная самооборона отбила атаку, повстанцами было убито несколько десятков поляков. Потери уповцев составляли четверо погибших и двое раненых. 3 января 1944 года жители Витольдиевки были эвакуированы в Острог[77].
- 30 декабря — сотня УПА под командованием Максима Скорупского-«Макса» при поддержке трех пушек калибра 76 мм атаковала заставу польских полицаев в особняке Наречин близ Берестечко, заставив их отступить в город. Тогда уповцы окружили Берестечко и обстреляли его из пушек и пулеметов, убив несколько человек.  Немецкое подкрепление пришло только через неделю. До этого местный гарнизон шуцманшафта поддерживался только за счет подвоза боеприпасов авиацией[78].
- 31 декабря — большие силы уповцев атаковали фабричный поселок Оржев. Не видя возможности защищаться дальше, местное руководство самообороны решило отступить к расположенной на расстоянии шести километров Клеване. Погибли около тридцати поляков[79][80].

### 1944
- 3 января — после ухода немцев и до прихода советской армии отряды УПА вступили в Острог. Около 40 поляков было убито[81].
- 13 января — в оставленной немцами Олыке от рук УПА погибли 37 поляков. Остальных уцелевших жителей города доставили в Пшебраже[82].
- 18—19 января — ещё одно нападение УПА на Острог, в ходе атаки партизаны сожгли в городе 12 зданий, в том числе: здания райкома КП(б)У, РО НКВД, клуба, аптеки и школы. Погибли 25 поляков[83].
- 2 февраля — немцы выехали из Лановцев, забрав с собой большинство поляков. Беженцы двигались конвоем по дороге в Вишневец, когда между Великими Кусковцами и Снегиревкой на них напали националисты. Передняя часть колонны — немцы и около 20 польских шуцманов — бросились бежать, немецкий офицер, командующий конвоем, не позволил остаться и противостоять нападавшим. Уповцы окружили арьергард колонны и, одолев слабое сопротивление шуцманшафта, забили камнями и дубинами 129 поляков[84].
- 4 февраля — уповцы нападут на Лановцы, где ещё оставались выжившие поляки, укрывающиеся в каменной латинской церкви. Националисты ворвались в церковь и убили 11 из двенадцати укрывшихся там поляков — выжил один человек, который спрятался за приоткрытым дверным полотном[85].
- 9 февраля — сотня УПА «Сероманцы», вероятно, напала на село Подкамень (Рогатинский район), убив там 16 поляков[86].
- 9-10 февраля — УПА атаковала село Чижов в Золочевском районе. Нападавшие расстреляли 20 человек[87].
- 11 февраля — в селе Теребинец[укр.] украинские партизаны атакуют местный особняк и сжигают мельницу. В результате нападения погибает 17 поляков, среди которых владелец особняка и мельницы[88].
- 17-18 февраля — сотня УПА «Сероманцы» атаковала село Людвиковка (Станиславская область). В селе начался пожар вследствие обстрела зажигательными пулями. 180 хозяйств были уничтожены. Часть населения погибла в горящих зданиях, некоторые замерзли, укрываясь в полях. Всего обнаружено 127 жертв. По словам уцелевших свидетелей в результате нападения погибли около 200 поляков, 27 были ранены. Согласно отчету УПА[источник?], погибли 330 человек, в том числе 295 мужчин, 30 женщин и 5 детей; потерь среди уповцев не было[89].
- 19 февраля — сотня УПА «Сероманцы» нанесла одновременно два удара на Фрагу и на Подкамень Рогатинский. По данным УПА, во Фраге были убиты 23 мужчины, зато в Подкамене — 32 мужчины, 6 женщин и 2 детей[90]. Польские данные свидетельствуют о 60—80 убитых. В Подкамене поляки пытались защищаться топорами[91].
- 20-21 февраля — отряды УПА атаковали Вишневец, в котором находилось несколько сотен поляков со всей округи, они укрывались в монастыре кармелитов. Поляки надеялись, что сразу после отступления немцев придут советские войска, но первыми появились украинские партизаны[92]. Под монастырь подошла группа из СБ ОУН, которая представилась советскими партизанами (по другой версии, бандеровцы притворялись польскими беженцами). Ворвавшись внутрь монастыря, националисты устроили бойню. По оценкам, около 300 поляков погибло[93]. В то же время в Старом Вишневце было убито 138 поляков.
- 22-23 февраля — подразделение УПА, прибывшее с Волыни, убило 131 поляка в Малой Березовице возле Збаража[94].
- 28 февраля;
  - 4-й добровольческий галицкий полк СС при содействии сотни УПА „Сероманцы“ принял участие в уничтожении польского села Гута Пеняцкая, где было сожжено 172 дома и уничтожено более 500 человек польского населения, включая женщин и детей. Мотивом для расправы послужило столкновение с польской самообороной 23 февраля, в котором погибли два солдата СС — Алексей Бобак и Роман Андрейчук. Для убитых немцы устроили торжественные похороны в Золочеве[95].
  - УПА атаковала Коростятин в Бучацком районе. Уповцы (возможно, из сотни «Серые Волки») атаковали одновременно село и железнодорожную станцию. Нападавшие были вооружены, в частности, топорами, которыми на станции убили железнодорожных служащих с семьями и пассажиров, которые ждали поезд. Погиб 21 человек, в том числе был случайно убит один украинец. Были также демонтированы 80 метров железнодорожного полотна. В то же время другие партизаны забивали поляков в селе. Только что прибывший партизанский отряд с села Пужники заставил УПА отступить. Всего погибли 156 поляков[96].
- 9 марта — в Широком Поле совершено нападение на польских осадников, переселенных сюда немцами из окрестностей Равы-Русской. Были сожжены двадцать четыре дома и убиты пятьдесят восемь человек[97].
- 12-16 марта — курень УПА под командованием Максима Скорупского-«Макса» уничтожил католический монастырь в местечке Подкамень Бродского района Львовской области. От командования дислоцированного здесь немецкого гарнизона отряд УПА получил 4 станковых пулемета, 300 винтовок, 25 тысяч патронов, 3 ротных миномета и несколько топографических карт. Этот факт сотрудничества отражен в служебной переписке оберфюрера СС Вальтера Биркампа. 15 марта 1944 года Биркамп уведомил свое руководство, что националистам были переданы также боеприпасы и медицинские материалы[98]. В результате резни полегли около ста человек. Некоторое количество поляков убили в городке. Ограбление монастыря длилось несколько дней. Несмотря на это, на чердаке спаслись несколько человек, которые в течение нескольких дней питались только снегом[99].
- 15 марта — боёвка ОУН(б) под руководством Павла Пилипчука (Карпа) нападает на узкоколейную железнодорожную станцию Гоздов (Грубешевский район). Нападающие разрушают станцию и убивают 32 поляка. Среди жертв — 22 работника железной дороги[100].
- 23 марта — УПА атаковала немецкую сельскохозяйственную колонию Брукенталь в Сокальском районе. Для захвата села была использована хитрость — нападавшие прибыли на трех машинах, одетые в немецкую форму. Польскую самооборону разоружили, затем провели отбор среди жителей Брукенталя. Украинцев отпустили, а поляков и немцев убили. Было убито около 200 человек — более 100 сожжены в деревянной церкви, остальные убиты на хуторских дворах. Все хозяйства были разграблены и сожжены[101].
- 24-25 марта;
  - в селе Белое (Перемышлянский район) УПА убила 80 поляков[102].
  - силы УПА начали массированное наступление на польскую базу самообороны в Мазярне Вавриковой. Перед атакой село было обстреляно зажигательными боеприпасами, что привело к пожару в соломенных домах, сделавшем любую организованную оборону невозможной. Поляки отступили на последнюю линию обороны — к церкви и каменным зданиям вокруг нее. Несмотря на первоначальный успех УПА, попытки штурма церкви обернулись для украинцев неудачей, штурм Мазярни Вавриковой остановили около 4 часов утра. Село почти полностью уничтожили, что заставило самооборону эвакуировать раненых и мирных жителей в окрестные деревни. В ту ночь в Мазярне Вавриковой погибло 28 поляков, в том числе 21 боец самообороны, в том числе: командир взвода Армии Крайовой Ян Левицкий[103]. С украинской стороны погибло около 12 уповцев[104].
- 27 марта — немецкие полицейские и армейские подразделения вместе с украинскими формированиями (Украинский легион самообороны, 5-й Галицкий полк полиции СС) после победного боя с партизанами Батальонов Хлопских пацифицируют село Смолигов[укр.] (Грубешевский повет, Люблинское воеводство). В результате было убито более 140 польских и около 60 украинских жителей[105].
- 3-4 апреля — уповцы напали на село Румное (Рудковский район). Сожжены 60 домов, убиты 27 поляков[106].
- 6-7 апреля — УПА напала на село Моосберг в Яворовском районе Львовщины. Убит тридцать один поляк[107].
- 9-10 апреля; 
  - сотня УПА «Гайдамаки» и районная боевка в 21 часа напали на село Томашовцы, уничтожив триста хозяйств и убив 43 поляка[108].
  - вторая атака УПА на Ганачев. Потери со стороны атакующих оценивается от 30 до 70 человек, а вместе с тяжелыми ранеными — около 120. С польской стороны убито 26 человек, в том числе 5 защитников[109].
- 19 апреля — сотня УПА «Месники» под командованием «Зализняка» сожгло Рудку (Пшеворский повят, Польша)[укр.], убив в ней 58 человек по большей части поляков. Мотивом для расправы послужил «польский донос», на основании которого 11 февраля 1944 немцами были арестованы и расстреляны 3 члена ОУН[110].
- 2 мая — активность польской самообороны и слухи о пребывании в селе советских партизан накликали на Ганачев германские репрессии. В этот день германская карательная экспедиция уничтожила остатки села. Были убиты 16 солдат АК и около тридцати гражданских обитателей. Молодых мужчин забрали в тюрьму. Остальные уцелевшие жители были вывезены[111].
- 4 мая — сотня УПА «Зализняка» вошла в Чесанов, убив около 20 поляков и сожгла около 120 домов. Остатки населения эвакуировала АК[112].
- 6 мая — украинские националисты напали на пригород Долины, «совершив неслыханные изнасилования молодых полек, а затем сожгли убитых». Погибли около 20 человек[113].
- 8 мая — УПА напала на предместья города Буска — Воляны. Были сожжены большинство польских зданий, убиты 2 человека[114].
- 22 мая — около 5 часов утра УПА напала на Брынци-Загорные во Львовском воеводстве. Были жестоко убиты от 120 до 145 поляков. Их дома сожгли[115].
- 25-26 мая — УПА атаковала город Лопатин в Радеховском районе. Убиты 11 поляков, несколько ранены[116].
- 16 июня — к северо-западу от г. Рава-Русская отряд УПА остановил пассажирский поезд на железной дороге Белжец-Львов. В поезде ехали поляки, украинцы и немцы. Через полчаса после отбытия от станции Белжец машинист-украинец Захар Процик остановил поезд в условленном месте. Поезд окружил бандеровский отряд. Пассажиров стали сортировать по национальному признаку. Поляков выгнали прикладами из поезда и убили в лесу. Было расстреляно 42 человека. Трем женщинам удалось убежать. По мнению польского историка Гжегожа Мотыкы, отрядом УПА, который напала на поезд, командовал Дмитрий Карпенко по кличке «Ястреб»[117].
- 16-17 июля — уповцы напали на село Красное Скалатского района. Убито 52 поляка, сожжено около сотни разных сооружений. Уцелели те, кто скрылся в местной латинской церкви и на плебании[118].
- 6 августа — произошла бойня в Балигороде, где недавно созданная сотня УПА Владимира Щигельского-«Бурлаки» расстреляла 42 человека[119].
- 18 ноября — курень УПА «Бешеные» под командованием Василия Андрусяка-"Ризуна" (до 300 бойцов) атаковал здание РО НКВД в райцентре Тлумач Станиславской области, где разгромил КПЗ, выпустив на свободу 40 бандеровцев и при этом перебив всех узников поляков (8 человек)[120].
- 23 ноября — бойня в селе Сороцкое. 21 ноября советские власти выслали из села несколько украинских семей, которых обвинили в связях с националистическим движением. В тот же день был ранен, попав в засаду УПА, а затем умер в госпитале в Скалате солдат ИБ Юзеф Кобылюк. В его похоронах 23 ноября приняли участие много людей, преимущественно женщин и детей, а также десять бойцов ИБ. Когда похоронная панихида приблизилась к кладбищу, ее обстреляли из засады из домов, принадлежавших депортированным украинцам. От первой очереди погибли девять женщин и отец Адам Джизга (раненого священника нападающие добили штыками). Солдаты ИБ ответили выстрелами, однако, когда потеряли трех человек, включая командира, начали отступать. Между тем вторая группа партизан УПА ворвалась в село и начала расстреливать польские семьи, особенно те, родственники которых служили в ИБ. После побоища украинцы выбросили тело Кобылюка из гроба, положили на телегу единого погибшего товарища и отступили. Погибли 28 поляков (13 человек на похоронах, а в деревне — 15)[121].
- 21-22 декабря — УПА нападает одновременно на 3 села — Толстобабабы, Завадовка, Коржова. Украинские партизаны убивают не менее 140 поляков, в том числе 32 бойцов истребительных батальонов: в Завадовке — 53 человека, в том числе 6 бойцов ИБ; в Коржовой – 15 человек; в Толстобабах — 72 человека, в том числе 26 членов ИБ[122].
- 24 декабря — накануне Рождества УПА атаковала смешанное польско-украинское село Игровица. В селе существовал постоянный пост ИБ. Патрульные на окраине села заранее увидели наступление партизан. В схватке погиб один солдат ИБ, а второй попал в плен и был убит (найдена его отрубленная голова). Двое уцелевших воинов ИБ побежали за помощью в село Великий Глубочёк. Уповцы напали на Игровицу тот момент, когда жители уселись за рождественский ужин. Их убивали в домах топорами и ножами. Одним из первых погиб священник Станислав Щепанкевич вместе с матерью, родными братьями и сестрами. Сопротивление УПА совершали всего лишь несколько бойцов ИБ, которые находились на посту. Несмотря на численное преимущество, националисты не захватили его. Выстрелы и звон колокола на башне предупредили жителей села, которые пытались спасаться бегством и прятались в разных укрытиях, а также у друзей-украинцев. Несмотря на это, были убиты около 80 поляков[123].
- 28-29 декабря — сотня УПА «Бурлаки» во главе с Иваном Семчишиным-«Черным» напала на Лозовую, где от рук бандеровцев погиб 131 поляк. Бойню остановило прибывшее из Зборова советское подразделение. Подъехал бронепоезд и начал обстреливать деревню, поджег некоторые дома. Уповцы начали отступать. Советский рапорт так оценил потери: «Убиты/зарезаны 122 человека, в том числе 67 женщин, 11 детей в возрасте 8 и менее лет. Уничтожены 8 украинских семей, остальные поляки»[124].

### 1945
- 2-3 февраля;
  - две сотни УПА из куреня «Серые волки» под личным командованием Петра Хамчука-«Быстрого» атаковали Червоноград (ныне не существует). Там укрывалось около 1500 поляков из близлежащих населённых пунктов, поскольку Червоноград защищал истребительный батальон численностью в 100 человек. Боевики УПА в белой маскировочной одежде вошли в село и начали врываться в дома, где ножами и топорами убивали людей вне зависимости от пола и возраста, после чего поджигали дома и хозяйственные строения. Те, кому удалось убежать, укрылись в местном замке, костёле и Народном доме, где их защищали бойцы ИБ. В результате атаки погибло от 49 до 60 поляков и 7 «истребков»[125].
  - в то же самое время ещё одна сотня куреня «Серые волки» атаковала польское село Устье-Зелёное в Бучацком районе. Тут, как и в Червонограде, также находился истребительный батальон и несколько сотен польских беженцев из соседних польских поселений. Первая атака УПА на Устье Зелёное в ноябре 1944-го была отбита, тогда погибло 7 бойцов ИБ и 7 гражданских. Но к нападению 2 февраля 1945 года бандеровцы подошли серьёзнее, им удалось захватить бойцов ИБ врасплох и значительную часть из них взять в плен. Затем их вместе с десятками мирных поляков раздели донага и вывели на середину замерзшего Днестра. Сначала уповцы расстреливали людей, а потом начали стрелять и подрывать лёд, сбрасывая в образовавшиеся полыньи мёртвых, раненых и живых. Всего в тот день погибли 133 человека, среди которых большинство составили польские беженцы. Из постоянных жителей Устья Зелёного было убито 35 человек, в том числе украинцы. В частности, местный житель Вячеслав Голуб был жестоко убит за отказ присоединиться к УПА[126].
- 20 апреля — в 4 часа утра две сотни УПА — «Ударники 5» и «Ударники 3» под командованием «Хрена» и «Громенко» атаковали село Боровница (Гмина Бирча, Польша). Целью уповцев была застава польской Народной народной милиции, которой командовал бывший партизан Армии Людовой Ян Котвицкий-«Слепой» и самооборона, по украинским оценкам, насчитывавшая около 80 человек. Группа Котвицкого боролась с украинским подпольем и обвинялась ими в совершении грабежей и убийств украинских мирных жителей[127]. Непосредственным мотивом для нападения была месть за бойню в Павлокоме. Судя по всему, атака на село окончилась неудачей для уповцев: в 6:30 они отступили. Погибли более 60 поляков (в том числе 17 женщин и 9 детей), уповцы потеряли 6 убитых и 1 тяжело раненого и на 5-8 легко раненых[128].
- 21—22 октября — первая атака УПА (курени «Рена» и «Прута», сотня «Громенко») на город Бирча (Подкарпатское воеводство, Польша). Целью атаки было выбить оттуда гарнизоны Войска польского и ликвидировать переселенческую комиссию. В результате атаки погибли 17 солдат польской армии и 12 мирных жителей в частности, три женщины и ребенок. 11 жилых домов, армейских казарм и лесопилка были сожжены[129]. Потери УПА составили 4 убитых и 6 раненых.
- 29 ноября  — второе нападение УПА на Бирчу. Город обстреляли из минометов и пулеметов. После пятичасового боя, около 3 часов утра, УПА отступила. Атака была фиктивной; на самом деле, повстанцы совершили отвлекающий манёвр с целью уничтожить соседние сёла: Старая Бирча, Коржениц, Богушувка, Ломня и Гута Бруская. Во время боев некоторые жители атакованных городов бежали в Бирчу. Во время атаки 6 польских солдат были разоружены и взяты в плен бойцами УПА, но вскоре освобождены и возвращены в гарнизон. Боевые потери при атаке составили: убитыми 3 солдата, в том числе 2 офицера. Потери уповцев установить не удалось, по словам польских историков Эдмунда Гинальского и Евгениуша Высокинского, было убито 8 человек, в сообщениях УПА упоминается несколько раненых, один из которых позже скончался[130].

## Действия Польской стороны

### 1943
- 18-19 марта — самооборона села Липники отогнала разведгруппу УПА, а один из них, бывший полицай, был схвачен, передан немцам и повешен в Березном[131].
- конец марта — польская самооборона из Гуты Степанской, совместно с отделом советских партизан Яна Собесяка-«Макса», совершает ночное нападение на село Мельница. Целью этой акции являлось устранение локализовавшихся там бандеровцев. Погибает, по меньшей мере, несколько десятков украинцев[132].
- 6 мая — отряд Армии Крайовой устроил бойню в селе Моложув (Грубешувский повят, Польша). Немецкий рапорт сообщает об убийстве девятерых украинцев (3 застрелено, 6 сожжено заживо), семь тяжело ранены, сожжены 60 усадеб и 29 голов скота, 15 лошадей и 34 свиньи. Количество нападавших оценивается в 80 человек[133].
- 26 мая — отряд Армии Крайовой устроил бойню одновременно в двух сёлах Холмского повята Польши — Стрельцы и Тухани. В первом убито 17 украинцев, во втором — 6[134].
- 30 мая — немецкая карательная экспедиция, в ряде которой были польские полицаи принимала участие в пацификации Дермани, во время которой сожгли восемьдесят зданий, и семьдесят украинцев убили[135].
- 12 июля — польская самооборона из Пшебраже атаковала Тростянец, разгромив в этом поселении подстаршинскую школу УПА. Село отчасти сожгли, а его украинским жителям приказали переселиться куда-нибудь подальше[51].
- 31 августа — подразделение АК под командованием поручика Владислава Черминского-«Ястреба» атаковало Грушевку (Волынская область), убив около двадцати украинцев, собственные потери поляков составляли один убитый[136].
- 12 сентября — подразделение АК, которое прибыло из Варшавы, застрелило во Львове украинского профессора Андрея Ластовецкого. Его смерть вызвала огромный резонанс во всем городе. Вскоре ОУН отомстила, убив польского профессора Болеслава Ялового[137].
- 28 сентября — польская самооборона из Белина убивает в селе Руда (Владимирский район, Волынская область) 12 украинцев, многие ранены, забирают коров, лошадей и одежду[138].
- 2 октября — двести боевиков польской самообороны из Пшебраже совместно с советскими партизанами Николая Прокопюка провели карательную операцию в селе Омельно. Сначала они обстреляли его из пулеметов и минометов, вызвав многочисленные пожары, а потом пошли в наступление. Погибли по меньшей мере десять гражданских украинцев, а из села забрали несколько голов крупного рогатого скота[139][140].
- 22 октября — отряд Батальонов Хлопских под командованием Станислава Басая-«Рыси» сжёг часть села Мирче, убив 29 мирных украинцев, в том числе 12 женщин и 1 ребенка[141][142].
- 27 октября — отряд БХ под командованием «Рыси» убил 14 украинцев в Молодятичах[143]
- 18 декабря;
  - польские коммунистические партизаны из подразделения им. Т. Костюшко (из бригады Шубитидзе) при поддержке советских партизан напали на Лахвичи. Местная боёвка ОУН из-за численного перевеса врага отступила из села. Населённый пункт был наполовину сожжён. Было убито 25 мирных жителей, 15 ранено и 10 похищено[144].
  - в результате нападения отряда БХ Станислава Басая-«Рыси» на Пересоловичи (Грубешувский повят)[укр.] погибли 18 украинцев[145].

### 1944
- 8 марта — польские партизаны из Батальонов хлопских под командованием майора Станислава Басая убили не менее 20 гражданских украинцев в селе Пригориле[укр.]. Поводом для резни была, вероятно стычка с подразделением УЛС неподалёку от села[146].
- 9-10 марта — отряды Армии Крайовой при поддержке батальона БХ Станислава Басая-«Рыси» атаковали около 20 сёл в Замойском и Грубешовском повятах, заселённых украинцами. В одной только Сахрыни было убито от 800 до 1240 украинцев[147]. В этот же день польские партизаны под руководством Басая сожгли село Шиховице и убили 137 местных жителей-украинцев, в Турковичах убито по меньшей мере 80 украинцев, 150 домов разрушены[148].
- 15-16 марта — подразделения Армии Крайовой Львовской округи убили 60 украинцев в селе Глебовичи Свирские. Было сожжено 12 домов. Среди убитых были греко-католический священник, 4 семинариста, учитель и староста деревни. Польские потери: 1 легко ранен[149].
- 21-22 марта — подразделения Армии Крайовой Львовской округи убило 18 украинцев в селе Черепин[150].
- 22 марта — отряд Армии Крайовой сжег большую часть села Лески на Люблинщине и убил 62 украинца, в том числе 43 местных жителя и 19 неопознанных беженцев из других городов. Среди погибших было не менее 16 женщин и 9 детей[151].
- 1 июня 1944 — отряд АК сжег большую часть села Жерники[укр.] и убил 33 человека украинской национальности (в том числе 16 женщин и 2 детей)[152].
- 10-11 июня — лесными частями Армии Крайовой численностью около 100-120 человек было совершено резню в деревне Шоломынь, погибло от девяти до нескольких десятков крестьян. После появления боёвки УПА-Запад нападающие отступили, потеряв 3 боевика убитыми[153].
- 29 августа — состоялась карательная акция войск НКВД при участии ИБ польской национальности из Надворной, Большовцев и Ланчина в селе Грабовец. Тогда случилась стычка с группой партизан, которые скрывались в сарае — погибли восемь бойцов УПА. «Разогретые» противостоянием нападающие, уничтожив группу УПА, стали совершать пацификацию деревни. Были сожжены 300 хозяйств и расстреляны несколько выявленных мужчин. Были ранены также две женщины, одна из которых — связанная с подпольем — умерла. В общем погибли 86 человек, а более семидесяти были арестованы[154].
- 10 октября — массовое убийство украинцев в Руде-Ружанецкой (ныне — в Подкарпатском воеводстве Польши), совершенное 10 октября 1944 г. бойцами польской Гражданской милиции и местными поляками, в результате чего погибли 33 украинца (по другим данным — 32)[155].

### 1945
- 1-3 марта — подразделения Армии Крайовой и местной польской самообороны под командованием поручика Юзефа Бисса (пол. Józef Biss) на псевдоним «Вацлав» убили почти всех украинцев села Павлокома, что в 40 километрах от Перемышля. Различные источники представляют числа от 80 до 500 убитых в Павлокоме. Бездискуссионное и окончательное определение количества жертв пока не является практически возможным, поскольку не выполнена полная эксгумация останков из могил. Публикации (листовки) УПА с осени 1945 оценивают число убитых украинцев около 300 человек[156]. По мнению солдат, участвовавших в преступлении в Павлокоме, такое количество тел не могли поместить выкопанные для них ямы; они утверждали, что расстреляно было максимум 120—150 украинцев[157].
- 6 апреля — польские военные из 2-го батальона Корпуса внутренней безопасности и местные милиционеры под предлогом борьбы с УПА убили более 170 мирных украинцев в селе Гораец[158].
- 6 июня — подразделения NSZ под командованием капитана Мечислава Паздерского-«Шары» убили 194 украинских жителей, в том числе 65 детей в селе Верховины в Красноставском районе и ограбили их имущество. По мнению Гжегожа Мотыки, главной мотивацией бойни была попытка сорвать перемирие между Армией Крайовой и УПА в Люблинском воеводстве, заключенное в апреле[159]. Убив все население села, группировка Паздерского в сторону Сельца. За ними был выслан из Холма 60-личный отряд из служащих Министерства общественной безопасности, милиционеров, курсантов школы артиллерии Войска Польского, которые попали в засаду. Живых сотрудников МГБ, милиционеров убили, курсантами пополнили ряды[160].